# Alan Curbishley
Llewellyn Charles Curbishley, detto Alan (Forest Gate, 8 novembre 1957), è un allenatore di calcio ed ex calciatore inglese.

## Carriera

### Calciatore
Fa il suo ingresso nel settore giovanile del West Ham United nel 1973 e nel 1975 diviene un calciatore professionista. Quattro anni dopo passa al Birmingham City, dove rimane per un quadriennio prima di essere ceduto all'Aston Villa. Nel 1984 si trasferisce al Charlton Athletic e tre anni più tardi al Brighton & Hove Albion.

### Allenatore
Il 24 luglio 1991 diventa allenatore-giocatore del Charlton, insieme al compagno Steve Gritt. Il primo anno si piazza settimo posto nella seconda divisione inglese, viene eliminato al quarto turno di Coppa d'Inghilterra dal Sheffield United, nella Coppa di lega inglese viene eliminato al secondo turno dal Norwich City e venne eliminato dall'ultima edizione del Full Members Cup al primo turno dal Cambridge United. Il secondo anno si piazza dodicesimo posto in campionato, nella Coppa d'Inghilterra viene eliminato al terzo turno dal Leeds United e nella Coppa di lega inglese viene eliminato al secondo turno dal Bury. Il terzo anno si piazza all'undicesimo posto campionato, nell Coppa d'Inghilterra viene eliminato al sesto turno dal Manchester United e nella Coppa di lega inglese viene eliminato al terzo turno dal Crystal Palace. Il quarto anno si piazza quindicesimo posto in campionato, nella Coppa d'Inghilterra viene eliminato al terzo turno dal Chelsea e nella Coppa di lega inglese viene eliminato al secondo turno dal Swindon Town.
Il 15 giugno 1995 divenne allenatore unico del club. Il quinto anno si piazza sesto posto in campionato, nella Coppa d'Inghilterra viene eliminato al quinto turno dal Liverpool e nella Coppa di lega inglese viene eliminato al terzo turno dal Wolverhampton. Il sesto anno si piazza sedicesimo posto in campionato, nella Coppa d'Inghilterra viene eliminato al terzo turno dal Newcastle United e nella Coppa di lega inglese viene eliminato al terzo turno dal Liverpool. Il settimo anno si piazza al quarto posto in campionato ottenne l'accesso ai play-off, dove batte in finale il Sunderland e conquista la promozione in prima divisione, nella Coppa d'Inghilterra viene eliminato al quarto turno dal Wolverhampton e in Coppa di lega inglese viene eliminato al primo turno dal Ipswich Town. Si dimette dall'incarico l'8 maggio 2005 al termine della stagione.
Dopo un periodo di pausa, il 13 dicembre divenne l'allenatore del West Ham, dove sostituì Alan Pardew. Venendo eliminato dal Watford al quarto turno della Coppa d'Inghilterra e arrivando quindicesimo posto in campionato. Scontento della campagna acquisti del club, il 3 settembre 2008 rassegnò le sue dimissioni alla dirigenza che furono accettate. Il 17 febbraio 2010 gli Hammers pagarono un innetizzo di quasi 2 milioni di euro all'ex tecnico, che aveva denunciato il club di Londra per le modalità che portarono alle sue dimissioni.
Il 25 dicembre 2013 viene nominato direttore tecnico del Fulham. Il 18 febbraio 2014 con la nuova nomina di Felix Magath come tecnico dei Cottagers viene esonerato incominitanza a Ray Wilkins. Il 5 marzo 2015 ritorna al Fulham sempre come direttore tecnico. Il 10 novembre dopo due giorni dall'esonero di Kit Simmons gli viene offerta la panchina dei Cottagers, rifiutandola.

## Statistiche

### Statistiche da allenatore
Statistiche aggiornate al 14 settembre 2020.
| Stagione            | Squadra             | Campionato          | Campionato | Campionato | Campionato | Campionato | Coppe nazionali | Coppe nazionali | Coppe nazionali | Coppe nazionali | Coppe nazionali | Coppe continentali | Coppe continentali | Coppe continentali | Coppe continentali | Coppe continentali | Altre coppe | Altre coppe | Altre coppe | Altre coppe | Altre coppe | Totale | Totale | Totale | Totale | % Vittorie | Piazzamento |
| Stagione            | Squadra             | Comp                | G          | V          | N          | P          | Comp            | G               | V               | N               | P               | Comp               | G                  | V                  | N                  | P                  | Comp        | G           | V           | N           | P           | G      | V      | N      | P      | %          | Piazzamento |
| ------------------- | ------------------- | ------------------- | ---------- | ---------- | ---------- | ---------- | --------------- | --------------- | --------------- | --------------- | --------------- | ------------------ | ------------------ | ------------------ | ------------------ | ------------------ | ----------- | ----------- | ----------- | ----------- | ----------- | ------ | ------ | ------ | ------ | ---------- | ----------- |
| 1991-1992           | Charlton            | SD                  | 46         | 20         | 11         | 15         | FACup+CdL       | 3+4             | 1+1             | 1+1             | 1+2             | -                  | -                  | -                  | -                  | -                  | -           | -           | -           | -           | -           | 53     | 22     | 13     | 18     | 41,51      | 7º          |
| 1992-1993           | Charlton            | FD                  | 46         | 16         | 13         | 17         | FACup+CdL       | 2+2             | 0+0             | 1+1             | 1+1             | -                  | -                  | -                  | -                  | -                  | -           | -           | -           | -           | -           | 50     | 16     | 15     | 19     | 32,00      | 12º         |
| 1993-1994           | Charlton            | FD                  | 46         | 19         | 8          | 19         | FACup+CdL       | 6+2             | 3+0             | 2+0             | 1+2             | -                  | -                  | -                  | -                  | -                  | -           | -           | -           | -           | -           | 54     | 22     | 10     | 22     | 40,74      | 11º         |
| 1994-1995           | Charlton            | FD                  | 46         | 16         | 11         | 19         | FACup+CdL       | 1+2             | 0+1             | 0+0             | 1+1             | -                  | -                  | -                  | -                  | -                  | -           | -           | -           | -           | -           | 49     | 17     | 11     | 21     | 34,69      | 15º         |
| 1995-1996           | Charlton            | FD                  | 46+2       | 17+0       | 20+0       | 9+2        | FACup+CdL       | 3+6             | 2+2             | 0+2             | 1+2             | -                  | -                  | -                  | -                  | -                  | -           | -           | -           | -           | -           | 57     | 21     | 22     | 14     | 36,84      | 6º          |
| 1996-1997           | Charlton            | FD                  | 46         | 16         | 11         | 19         | FACup+CdL       | 2+4             | 0+2             | 2+1             | 0+1             | -                  | -                  | -                  | -                  | -                  | -           | -           | -           | -           | -           | 57     | 24     | 14     | 19     | 42,11      | 15º         |
| 1997-1998           | Charlton            | FD                  | 46+3       | 26+2       | 10+1       | 10+0       | FACup+CdL       | 3+2             | 1+0             | 1+0             | 1+2             | -                  | -                  | -                  | -                  | -                  | -           | -           | -           | -           | -           | 54     | 29     | 12     | 13     | 53,70      | 4º (prom.)  |
| 1998-1999           | Charlton            | PL                  | 38         | 8          | 12         | 18         | FACup+CdL       | 1+3             | 0+2             | 0+0             | 1+1             | -                  | -                  | -                  | -                  | -                  | -           | -           | -           | -           | -           | 42     | 10     | 12     | 20     | 23,81      | 18º (retr.) |
| 1999-2000           | Charlton            | FD                  | 46         | 27         | 10         | 9          | FACup+CdL       | 4+2             | 3+0             | 0+2             | 1+0             | -                  | -                  | -                  | -                  | -                  | -           | -           | -           | -           | -           | 52     | 30     | 12     | 10     | 57,69      | 1º (prom.)  |
| 2000-2001           | Charlton            | PL                  | 38         | 14         | 10         | 14         | FACup+CdL       | 3+2             | 0+1             | 2+0             | 1+1             | -                  | -                  | -                  | -                  | -                  | -           | -           | -           | -           | -           | 43     | 15     | 12     | 16     | 34,88      | 9º          |
| 2001-2002           | Charlton            | PL                  | 38         | 10         | 14         | 14         | FACup+CdL       | 2+3             | 1+2             | 0+1             | 1+0             | -                  | -                  | -                  | -                  | -                  | -           | -           | -           | -           | -           | 15     | 3      | 6      | 6      | 20,00      | 14º         |
| 2002-2003           | Charlton            | PL                  | 38         | 14         | 7          | 17         | FACup+CdL       | 2+1             | 1+0             | 0+1             | 1+0             | -                  | -                  | -                  | -                  | -                  | -           | -           | -           | -           | -           | 41     | 15     | 8      | 18     | 36,59      | 12º         |
| 2003-2004           | Charlton            | PL                  | 38         | 14         | 11         | 13         | FACup+CdL       | 1+2             | 0+0             | 0+1             | 1+1             | -                  | -                  | -                  | -                  | -                  | -           | -           | -           | -           | -           | 41     | 14     | 12     | 15     | 34,15      | 7º          |
| 2004-2005           | Charlton            | PL                  | 38         | 12         | 10         | 16         | FACup+CdL       | 3+2             | 2+1             | 0+0             | 1+1             | -                  | -                  | -                  | -                  | -                  | -           | -           | -           | -           | -           | 43     | 15     | 10     | 18     | 34,88      | 11º         |
| 2005-2006           | Charlton            | PL                  | 38         | 13         | 8          | 17         | FACup+CdL       | 5+3             | 3+1             | 1+1             | 1+1             | -                  | -                  | -                  | -                  | -                  | -           | -           | -           | -           | -           | 46     | 17     | 10     | 19     | 36,96      | 13º         |
| Totale Charlton     | Totale Charlton     | Totale Charlton     | 634+5      | 242+2      | 166+1      | 226+2      |                 | 81              | 30              | 21              | 30              |                    | -                  | -                  | -                  | -                  |             | -           | -           | -           | -           | 720    | 274    | 188    | 258    | 38,06      |             |
| dic. 2006-2007      | West Ham            | PL                  | 23         | 8          | 3          | 12         | FACup+CdL       | 2+0             | 1               | 0               | 1               | CU                 | -                  | -                  | -                  | -                  | -           | -           | -           | -           | -           | 25     | 9      | 3      | 13     | 36,00      | Sub. 15º    |
| 2007-2008           | West Ham            | PL                  | 38         | 13         | 10         | 15         | FACup+CdL       | 2+4             | 0+3             | 1+0             | 1+1             | -                  | -                  | -                  | -                  | -                  | -           | -           | -           | -           | -           | 44     | 16     | 11     | 17     | 36,36      | 10º         |
| ago.-set. 2008      | West Ham            | PL                  | 3          | 2          | 0          | 1          | FACup+CdL       | 0+1             | 0               | 1               | 0               | -                  | -                  | -                  | -                  | -                  | -           | -           | -           | -           | -           | 4      | 2      | 1      | 1      | 50,00      | Eson.       |
| Totale West Ham Utd | Totale West Ham Utd | Totale West Ham Utd | 64         | 23         | 13         | 28         |                 | 9               | 4               | 2               | 3               |                    | -                  | -                  | -                  | -                  |             | -           | -           | -           | -           | 73     | 27     | 15     | 31     | 36,99      |             |
| Totale carriera     | Totale carriera     | Totale carriera     | 703        | 267        | 180        | 256        |                 | 90              | 34              | 23              | 33              |                    | -                  | -                  | -                  | -                  |             | -           | -           | -           | -           | 793    | 301    | 203    | 289    | 37,96      |             |

## Palmarès

### Allenatore

#### Club
- Football League Championship: 1

Charlton: 1999-2000